# بيرل هوارد دوسن
بيرل هوارد دوسن (29 أبريل 1887 - 16 مايو 1987) (بالإنجليزية: Pearl Howard Dawson)‏ هي بيطرية ولاعبة كريكت نيوزلندية.